# Sărata, Buzău
Sărata este un sat în comuna Ulmeni din județul Buzău, Muntenia, România. Se află în vestul județului, la poalele dealurilor Istriței.

## Istoric
O localitate pe nume Sărata este atestată documentar într-un act de cancelarie al domnitorului Vlad cel Tânăr al Țării Românești, datat 27 mai 1510, același act reprezentând și prima menționare a localității Rușețu. Un alt hrisov al lui Radu de la Afumați, din 8 septembrie 1525 acorda episcopiei Buzăului dreptul de a percepe vinariciul pe viile de la Sărata, alături de alte drepturi privind pădurea Crâng din Buzău și unele mori și sălașe de robi țigani. După această perioadă, satul Sărata figurează și în registrele comerciale de la Brașov, unde se înregistrau tranzacțiile realizate de negustorii de acolo cu producătorii agricoli din zona Buzăului.

## Personalități
- Grigore Niculescu-Buzești (1908 - 1949), diplomat și om politic român, decedat la New York